# Многозъби белозъбки
Многозъбите белозъбки (Suncus) са род дребни бозайници от семейство Земеровкови (Soricidae).

## Морфологични особености
Размерите на различните видове многозъби белозъбки варират значително – дължина на главата и тялото от 35 до 100 mm, дължина на опашката от 25 до 100 mm, маса от 1 до 70 g. Муцуната е удължена, при повечето видове ушите са добре развити и се подават извън козината. Срещат се главно в гористи местности и човешки селища в Африка и Южна Азия. В България е разпространен един вид – етруската земеровка (Suncus etruscus).

## Видове
Род Suncus – Многозъби белозъбки
Suncus aequatorius
Suncus ater
Suncus dayi
Suncus etruscus – Етруска земеровка
Suncus fellowesgordoni
Suncus hosei
Suncus infinitesimus
Suncus lixus
Suncus madagascariensis
Suncus malayanus
Suncus megalura
Suncus mertensi
Suncus montanus
Suncus murinus
Suncus remyi
Suncus stoliczkanus
Suncus varilla
Suncus zeylanicus